# Ferrovie dello Stato Italiane
Ferrovie dello Stato Italiane Sp A. (anterior Ferrovie dello Stato) este o companie de stat care administrează infrastructura și serviciile pe rețeaua feroviară italiană.
Una dintre filialele companiei, Trenitalia, este principalul operator feroviar din Italia, iar altul, TrainOSE, este un operator feroviar din Grecia.

## Istorie

### Primii anii timpurii
Compania Ferrovie dello Stato (Căile Ferate ale Statului) a fost instituită printr-un act la 22 aprilie 1905, preluând controlul asupra majorității căilor ferate naționale, care erau private până atunci. Președintele a fost nominalizat de guvern. Primul director general a fost Riccardo Bianchi.
Odată cu apariția fascismului, a început o politică de centralizare. Consiliul de administrație și funcția de administrator șef au fost eliminate la sfârșitul anului 1922. Instituția a fost administrată de un comisar, numit de rege până în aprilie 1924. De atunci, Ferrovie dello Stato a fost administrată de nou înființatul Minister al Comunicațiilor (inclusiv transportul feroviar), sub conducerea lui Costanzo Ciano . 
După armistițiul din 8 septembrie 1943, Italia a fost împărțită, iar operațiunile feroviare au fost direcționate separat, cu sediul în Salerno pentru sud și Verona la nord. La sfârșitul anului 1944, Ministerul Comunicațiilor a fost împărțit și a fost creat noul Minister al Transporturilor, inclusiv conducerea generală a Ferrovie dello Stato, iar în 1945 compania a fost redenumită Azienda Autonoma delle Ferrovie dello Stato.

### De la cel de-al doilea război mondial până în 1985
Perioada de după cel de-al doilea război mondial a fost deosebit de dificilă pentru Ferrovie dello Stato, deoarece cea mai mare parte a rețelei feroviare italiene a fost grav avariată, iar materialul rulant a fost învechit. Rețeaua a fost reconstruită aproape în întregime până în 1952. De atunci, a început o perioadă de reînnoire. Au fost introduse trenuri noi, printre care și ETR 300, iar multe secțiuni ale rețelei naționale au fost electrificate și uneori dublate. 
În 1957, a fost introdusă noua unitate multiplă automotorul ALn 442/448, reducând în mod considerabil timpii de călătorie în rețeaua italiană. În decursul acestor ani, materialul rulant a fost, în general, reînnoit și extins cu construcția în masă a unităților multiple electrice și diesel, cum ar fi Ale 883, ALe 840 și ALn 772. Locomotiva diesel FS ALn 668 a fost introdusă în 1956. În această perioadă au fost introduse și numeroase unități electrice multiple, cum ar fi ALe 601, bazat pe EM 801/940 și ALe 803 EMU, încă utilizat astăzi în serviciul regional. 

## Controverse

### Sentința judecătorească italiană în cauza accidentului mortal din Viareggio
Ferrovie dello Stato Italiane a fost condamnată de autoritățile italiene pentru accidentul din 29 iunie 2009 din Viareggio, Italia, unde au murit 32 de pasageri. 